# Promozione Sardegna 1978-1979
Nella stagione 1978-1979 la Promozione era sesto livello del calcio italiano (il massimo livello regionale). Qui vi sono le statistiche relative al campionato in Sardegna.
Il campionato è strutturato in vari gironi all'italiana su base regionale, gestiti dai Comitati Regionali di competenza. Promozioni alla categoria superiore e retrocessioni in quella inferiore non erano sempre omogenee; erano quantificate all'inizio del campionato dal Comitato Regionale secondo le direttive stabilite dalla Lega Nazionale Dilettanti, ma flessibili, in relazione al numero delle società retrocesse dal Campionato Interregionale e perciò, a seconda delle varie situazioni regionali, la fine del campionato poteva avere degli spareggi sia di promozione che di retrocessione.

## Girone A

### Classifica finale
|  | Pos. | Squadra      | Pt  | G   | V   | N   | P   | GF  | GS  | DR  |
|  | ---- | ------------ | --- | --- | --- | --- | --- | --- | --- | --- |
|  | 1.   | Sant'Antioco | 43  | 30  | 16  | 11  | 3   | 36  | 18  | +18 |
|  | 2.   | San Sperate  | 41  | 30  | 15  | 11  | 4   | 33  | 20  | +13 |
|  | 3.   | Gonnesa      | 35  | 30  | 12  | 11  | 7   | 42  | 28  | +14 |
|  | 4.   | Monreale     | 35  | 30  | 13  | 9   | 8   | 37  | 28  | +9  |
|  | 5.   | Sinnai       | 35  | 30  | 11  | 13  | 6   | 48  | 39  | +9  |
|  | 6.   | Torpedo      | 34  | 30  | 10  | 14  | 6   | 39  | 29  | +10 |
|  | 7.   | Decimoputzu  | 34  | 30  | 12  | 10  | 8   | 34  | 27  | +7  |
|  | 8.   | Sestu        | 33  | 30  | 14  | 5   | 11  | 42  | 33  | +9  |
|  | 9.   | Villacidro   | 28  | 30  | 7   | 14  | 9   | 23  | 29  | -6  |
|  | 10.  | La Palma     | 27  | 30  | 8   | 11  | 11  | 36  | 42  | -6  |
|  | 11.  | Ferrini      | 25  | 30  | 6   | 13  | 11  | 39  | 46  | -7  |
|  | 12.  | Olympia      | 24  | 30  | 9   | 6   | 15  | 39  | 46  | -7  |
|  | 13.  | Santos       | 24  | 30  | 8   | 8   | 14  | 28  | 45  | -17 |
|  | 14.  | Tharros      | 23  | 30  | 5   | 13  | 12  | 24  | 36  | -12 |
|  | 15.  | Solarussa    | 21  | 30  | 4   | 13  | 13  | 26  | 44  | -18 |
|  | 16.  | Atletico     | 18  | 30  | 6   | 6   | 18  | 32  | 48  | -16 |
|  |      |              | 480 | 480 | 156 | 178 | 156 | 558 | 558 | 0   |

- Sant'Antioco è ammesso allo spareggio promozione.

## Girone B

### Classifica finale
|  | Pos. | Squadra        | Pt  | G   | V   | N   | P   | GF  | GS  | DR  |
|  | ---- | -------------- | --- | --- | --- | --- | --- | --- | --- | --- |
|  | 1.   | Calangianus    | 46  | 30  | 20  | 6   | 4   | 54  | 21  | +33 |
|  | 2.   | Portotorres    | 45  | 30  | 19  | 7   | 4   | 53  | 22  | +31 |
|  | 3.   | Ilvarsenal     | 40  | 30  | 15  | 10  | 5   | 35  | 18  | +17 |
|  | 4.   | Macomer        | 37  | 30  | 14  | 9   | 7   | 42  | 26  | +16 |
|  | 5.   | Sennori        | 36  | 30  | 13  | 10  | 7   | 38  | 26  | +12 |
|  | 6.   | Fertilia       | 31  | 30  | 12  | 7   | 11  | 28  | 26  | +2  |
|  | 7.   | Sorso          | 31  | 30  | 12  | 7   | 11  | 41  | 34  | +7  |
|  | 8.   | Ittiri         | 30  | 30  | 12  | 6   | 12  | 33  | 31  | +2  |
|  | 9.   | Tempio         | 29  | 30  | 8   | 13  | 9   | 35  | 30  | +5  |
|  | 10.  | Thiesi         | 29  | 30  | 11  | 7   | 12  | 38  | 40  | -2  |
|  | 11.  | Alghero        | 26  | 30  | 10  | 6   | 14  | 26  | 32  | -6  |
|  | 12.  | Arzachena      | 25  | 30  | 10  | 5   | 15  | 33  | 47  | -14 |
|  | 13.  | Tavolara       | 25  | 30  | 8   | 9   | 13  | 17  | 33  | -16 |
|  | 14.  | Montalbo       | 23  | 30  | 8   | 7   | 15  | 25  | 42  | -17 |
|  | 15.  | Attilia Condor | 22  | 30  | 6   | 10  | 14  | 19  | 30  | -11 |
|  | 16.  | Lauras         | 5   | 30  | 0   | 5   | 25  | 9   | 68  | -59 |
|  |      |                | 480 | 480 | 178 | 124 | 178 | 526 | 526 | 0   |

- Calangianus è ammesso allo spareggio promozione, promosso in Serie D.

### Spareggio tra le 1.classificate
A Nuoro il 10-06-1979 : Calangianus-Sant'Antioco 1-0